# This Love (Angela Aki)
This Love quarto singolo della cantante Angela Aki, usato come terzo tema finale di Blood+. Il singolo venne pubblicato il 31 maggio 2006.

## Tracce
1. This Love
2. Jiyū no Ashiato (自由の足跡?, Impronte di Libertà))
3. Kiss From A Rose (Seal Cover)